# Operacja rostowsko-nowoczerkaska
Operacja rostowsko-nowoczerkaska – działania bojowe wojsk Frontu Południowego oraz Frontu Południowo-Wschodniego Armii Czerwonej przeciwko Siłom Zbrojnym Południa Rosji, w styczniu 1920 r. Ich celem było zmuszenie białych do opuszczenia Rostowa nad Donem i Nowoczerkaska, a w dalszej perspektywie całkowite rozbicie białej armii gen. Antona Denikina.

## Tło wydarzeń
W końcu października 1919 r. Armia Czerwona powstrzymała marsz Sił Zbrojnych Południa Rosji na Moskwę i przeszła do skutecznej kontrofensywy. 20 października czerwoni odzyskali Orzeł, zmuszając Armię Ochotniczą do wycofania się w kierunku południowym, 24 października czerwony korpus konnicy pod dowództwem Siemiona Budionnego rozbił korpusy białych Kozaków dońskich i kubańskich pod Woroneżem i wkroczył do miasta. Następnie czerwoni przystąpili do przeprawy przez Chopior i Don. Wreszcie 15 listopada zwycięstwem kawalerii Budionnego zakończyła się zacięta bitwa o węzeł kolejowy Kastornoje. 
Dwa dni później Armia Czerwona zdobyła Kursk. Po tej serii klęsk siły białych pod dowództwem gen. Antona Denikina definitywnie straciły inicjatywę w wojnie domowej, upadło ich morale, zaczął się odwrót. Jeszcze do 11-12 grudnia, tj. do utraty Charkowa, miał on zorganizowany charakter, następnie jednak stał się całkowicie bezładny. Denikin opracował plan obronny, zakładający utrzymanie Kijowa i Carycyna oraz wykorzystanie Dniepru i Donu. Pod wrażeniem sukcesów kawalerii czerwonych głównodowodzący Sił Zbrojnych Południa Rosji postanowił również skoncentrować posiadaną kawalerię, a na czele tak zreorganizowanej Armii Ochotniczej postawić oficera kawalerii Piotra Wrangla zamiast Władimira Maj-Majewskiego, który skompromitował się wcześniejszymi klęskami pod Orłem i Tułą, a także alkoholizmem, przyzwalaniem na grabieże, gwałty i akty terroru, co zniechęcało do białych ludność cywilną. 
Wrangel natychmiast popadł w konflikty z innymi białymi dowódcami, gdyż skupił się na krytyce ich wcześniejszych poczynań i zaniedbań, zamiast zgodnie z oczekiwaniami Denikina starać się zreorganizować siły i przygotować aktywną obronę. Wrangel pozbawił stanowisk dotychczasowych dowódców kawalerii kubańskiej i dońskiej - Andrieja Szkurę i Konstantina Mamontowa, łącząc ich osłabione formacje w jedną, pod dowództwem Siergieja Ułagaja. Odsunięcie popularnego Mamontowa przyczyniło się do dalszego upadku morale wśród Kozaków, do tego stopnia, że zaczęli oni odmawiać walki z czerwoną kawalerią. Następnie Wrangel skłócił się również z Denikinem, na tle dalszych planów działań. Biali nie zdołali utrzymać ani Kijowa (zajętego przez czerwonych 16 grudnia), ani Carycyna (do którego Armia Czerwona wkroczyła w pierwszych dniach stycznia). Wówczas Wrangel zasugerował odwrót całości Sił Zbrojnych Południa Rosji na Krym, gdzie białym w obronie pomogłyby warunki geograficzne oraz przychylne nastawienie ludności. Denikin zamierzał jednak pozostać na obszarach zamieszkiwanych przez swoich kozackich sojuszników, co traktował jako sprawę honorową.

## Przebieg operacji
Siły Zbrojne Południa Rosji przystąpiły do wykonywania planu Denikina, pod koniec grudnia 1919 r. rozpoczynając odwrót w kierunku Rostowa nad Donem. W trakcie marszu część jego żołnierzy dezerterowała lub przechodziła na stronę przeciwnika. 24 grudnia, po kolejnych nieporozumieniach z Wranglem, głównodowodzący Sił Zbrojnych Południa Rosji pozbawił go stanowiska, przemianował Armię Ochotniczą na Korpus Ochotniczy i podporządkował go Armii Dońskiej. Jej dowódcą został Aleksandr Kutiepow, natomiast Wranglowi powierzono pobór i szkolenie nowych ochotników na Kubaniu. Nie dało to spodziewanych efektów. W końcu grudnia 1919 r. kawaleria dowodzona przez Ułagaja została rozbita, zanim jeszcze zakończono jej koncentrację. 
Na przełomie grudnia 1919 r. i stycznia 1920 r. pościg Armii Czerwonej za wycofującymi się białymi przyspieszył. 3 stycznia 1920 r. rozpoczęła się operacja mająca na celu zajęcie Rostowa nad Donem i Nowoczerkaska. Brały w niej udział jednostki Frontu Południowego (dowodzonego przez Aleksandra Jegorowa) oraz Frontu Południowo-Wschodniego (pod dowództwem Wasilija Szorina). Działania obronne prowadziły natomiast Korpus Ochotniczy Kutiepowa oraz pozostałe jednostki Armii Dońskiej pod dowództwem Władimira Sidorina. 

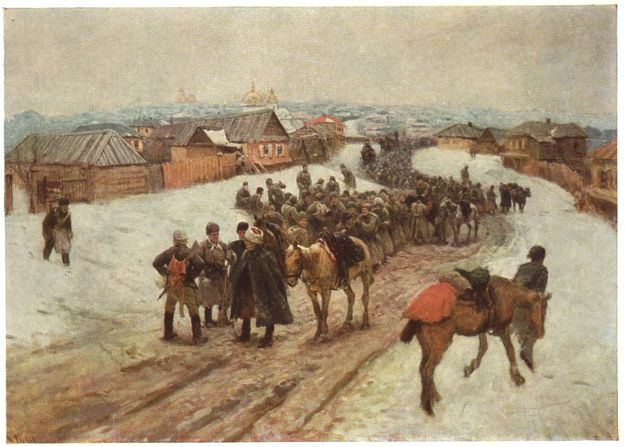
Wejście pułku imienia Wołodarskiego do Nowoczerkaska, obraz Mitrofana Griekowa

6 stycznia Armia Czerwona zajęła Mariupol i Taganrog, docierając do wybrzeża Morza Czarnego oraz odcinając trzon Sił Zbrojnych Południa Rosji od oddziałów gen. Nikołaja Szyllinga, broniących Odessy i dojścia do Krymu. Dzień później 1 Armia Konna, licząca 15 tys. żołnierzy i wspierana przez 8 pociągów pancernych, zbliżyła się do Rostowa nad Donem. Jej atak został zatrzymany w odległości 30 km na północ od miasta przez korpus kawalerii białych pod dowództwem Siergieja Toporkowa. W tym samym czasie jednak korpus kawalerii czerwonych pod dowództwem Borisa Dumienki opanował Nowoczerkask i zagroził wyjściem na tyły sił Toporkowa. W tej sytuacji obrońcy drogi do Rostowa nad Donem wycofali się i zwrócili w kierunku Nowoczerkaska. 8 stycznia 1 Armia Konna przełamała dotychczasową linię obrony białych, a następnie wkroczyła do miasta. Następnego dnia korniłowska dywizja piechoty przeprowadziła udany kontratak, zmuszając czerwonych do opuszczenia Rostowa. Sukces ten był jednak niemożliwy do utrzymania. Armia Czerwona opanowała Rostów jeszcze tego samego dnia, 9 stycznia lub 10 stycznia. W Rostowie czerwoni wzięli do niewoli 11 tys. jeńców, zdobyli 33 działa, 170 karabinów maszynowych i siedem czołgów. Żołnierze Armii Konnej w kolejnych dniach dopuścili się w mieście licznych grabieży, plądrowania i pijaństwa. W chaosie, jaki opanował miasto, do działań tych przyłączyli się również czerwonoarmiści z innych jednostek, pozostali w Rostowie i niewykryci dawni żołnierze białych oraz pospolici przestępcy. Porządek przywróciło dopiero ogłoszenie przez dowództwo armii, że każdy przyłapany na grabieżach zostanie rozstrzelany, a także wyprowadzenie jednostek Armii Konnej poza Rostów. 
W rezultacie operacji rostowsko-nowoczerkaskiej siły białych zostały trwale rozdzielone. Ich dowództwo z Denikinem wycofało się do Tichorieckiej, co umożliwił fakt, iż nieoczekiwana odwilż i pękanie lodu na Donie wymusiło na jednostkach Armii Czerwonej opóźnienie przeprawy. Dowódca Sił Zbrojnych Południa Rosji miał nadal nadzieję na reorganizację swoich sił oraz na udaną kontrofensywę, tym bardziej, że przeciwnik od końca października posuwał się na południe w nadmiernie szybkim tempie, narażając się na brak żywności i zaopatrzenia; ponadto w kawalerii Budionnego wybuchła epidemia tyfusu. Plany dowódcy Sił Zbrojnych Południa Rosji udaremniło jednak fatalne morale jego żołnierzy, niepowodzenia w pozyskiwaniu nowych ochotników do walki z bolszewikami, niechęć Kozaków kubańskich do dalszego wspierania Denikina.